# Kerk van Simonswolde
De Kerk van Simonswolde (Simonswoldmer Kirche) is de kerk van de hervormde gemeente in het Oost-Friese Simonswolde in de gemeente Ihlow (Nedersaksen).

## Geschiedenis
Aan het huidige kerkgebouw ging minstens één houten voorganger vooraf. Deze stond voor het dorp en werd op 14 december tijdens de rampzalige Sint-Luciavloed verwoest. Hierna bouwde men op een drie meter hoge warft in het centrum van het dorp de huidige laatgotische zaalkerk. In de 15e eeuw voegde men het achthoekige koor toe. Uit deze periode dateren ook de brede spitsboogramen in de zuidelijke muur. De noordelijk muur kent geen ramen meer. In 1791 werd de westelijke gevel geheel opnieuw opgetrokken en plaatste men een voorportaal.
Ten noorden van het kerkschip staat een vrijstaande toren, die lager is dan het kerkschip. De toren stamt nog uit de middeleeuwen en is van het parallelmuurtype.

## Interieur
De kansel uit 1598 vormt een van de oudste voorbeelden van gewijde renaissancekunst in Oost-Friesland. Oorspronkelijk was de kansel versierd met apostelbeelden, die in de 20e eeuw verloren gingen.
Het oudste voorwerp is een grafplaat uit de 12-13e eeuw met een tempelierskruis. Deze bevond zich oorspronkelijk in de voorgangerkerk.
Tot de vasa sacra behoren een in 1621 geschonken kelk en een kan uit 1700.
Het doopvont werd in 1863 aangeschaft.

## Orgel
Het eenmanualige orgel met aangehangen pedaal bezit zeven registers en werd in 1777 door Hinrich Just Müller op een galerij gebouwd. Met uitzondering van het klavier bleef het instrument geheel bewaard. De techniek werd in de jaren 1939 en 1981 gerestaureerd. In 2001 werd een nieuwe klaviatuur ingebouwd. Met uitzondering van een later ingebouwde motorbalg bezit het orgel nog de originele techniek. Het instrument geldt als een van de weinige orgels van Müller, waarvan het pijpwerk volledig bewaard bleef en die nog een originele intonatie en toonhoogte van 466 Hz bezit.

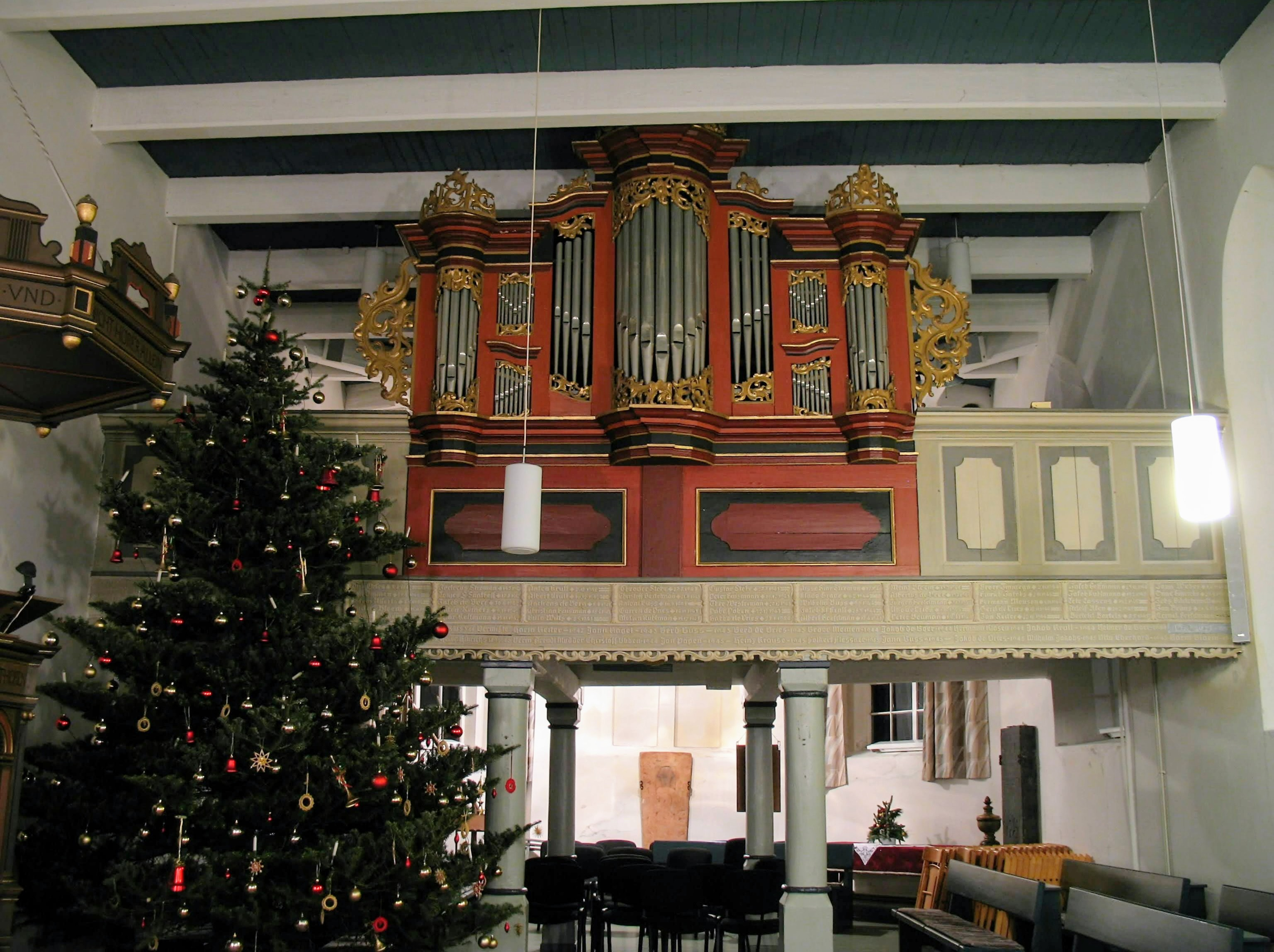
Orgel

| Manuaal C–c3 |             |    |
| 1.           | Principaal  | 4′ |
| 2.           | Gedekt      | 8′ |
| 3.           | Roerfluit   | 4′ |
| 4.           | Quint       | 3′ |
| 5.           | Octaaf      | 2′ |
| 6.           | Mixtuur IV  |    |
| 7.           | Trompet B/D | 8′ |
|              | Tremulant   |    |

| Pedaal C–c1 |
| aangehangen |